# William Robertson (hébraïsant)
Pour les articles homonymes, voir William Robertson et Robertson.
William Robertson est un hébraïsant, un orientaliste écossais spécialisé dans l'étude de l'hébreu, et lexicographe, actif entre environ 1650, et 1680, mort vers 1686.

## Biographie
Peu d'éléments de sa vie sont connus. Il fait ses études à l'université d'Édimbourg. Il est probablement le William Robertson qui est lauréat par Duncan Forester en avril 1645. De 1653 à 1680, il vit dans la ville de Londres où il enseigne l'hébreu. En 1680, il est nommé professeur d'université d'hébreu à Cambridge avec un salaire de 20 livres par an.
« William Robertson a fait ses études à l'université d'Édimbourg, mais en dehors de cela, les détails de sa jeunesse sont obscurs. Il a passé la majeure partie de sa vie active (de 1653 à 1680) à Londres où il était employé comme professeur d'hébreu. En 1680, il est nommé professeur d'hébreu à l'Université de Cambridge. Ses travaux publiés sur les langues concernent principalement l'hébreu, bien qu'il ait produit un ouvrage sur le latin qui jouissait d'une certaine popularité à l'époque ».

## Publications
- A Gate or Door to the Holy Tongue opened in English, Londres, 1653; réimprimé avec quelques changements en 1654, as The First Gate or Outward Door to the Holy Tongue, and was followed in 1655 by The Second Gate or the Inner Door.
- Compendious Hebrew Lexicon, Londres, 1654; édité par Nahum Joseph en 1814.
- An Admonitory Epistle unto Mr. Richard Baxter and Mr. Thomas Hotchkiss, about their applications, or misapplications, rather, of several texts of Scripture, tending chiefly to prove that the afflictions of the godly are proper punishments, Londres, 1655; dans la seconde des deux dissertations annexées, il défend la définition de pardon due à William Twisse.
- The Hebrew Text of the Psalms and Lamentations, with text in Roman letters parallel, Londres, 1656; dédicacé à John Sadler, son protecteur.
- Novum Testamentum lingua Hebræa, Londres.
- The Hebrew portion of Gouldman's Copious Dictionary, Cambridge, 1674. édité par Francis Gouldman.
- Schrevelii Lexicon Manuale Græco-Latinum, with many additions, Cambridge, 1676. dans l'édition du lexique de Cornelis Schrevel.
- Thesaurus linguæ sanctæ, sive concordantiale lexicon hebraeo-latino-biblicum, Londres, 1680. Il a utilisé pour écrire ce livre le Concordantiarum Hebraicarum de Mordecai Nathan dont une édition a été éditée à Bâle en 1556. Christian Stock et Johann Friedrich Fischer ont largement utilisé ce livre dans leur livre Clavis linguæ sanctæ, Leipzig, 1753.
- Phraseologia generalis: ... A full, large, and general phrase book, Cambridge, 1681; réédité en 1693, réimprimé en 1696; réédité en 1824.
- Index alphabeticus hebræo-biblicus, Cambridge, 1683; Johann Leusden l'a traduit en latin et l'a publié à Utrecht en 1687 sous le nom de Lexicon novum hebræo-latinum.
- Manipulus linguæ sanctæ, Cambridge, 1683.
- Liber Psalmorum et Threni Jeremiæ, in Hebrew, Cambridge, 1685.

## Source
- (en) Cet article est partiellement ou en totalité issu de l’article de Wikipédia en anglais intitulé « William Robertson (Hebraist) » (voir la liste des auteurs).